# هوغو موسر (مخرج)
هوغو موسر (بالإسبانية: Hugo Moser)‏ هو كاتب سيناريو ومخرج أرجنتيني، ولد في 14 أبريل 1926 في بوينس آيرس في الأرجنتين، وتوفي بنفس المكان في 16 ديسمبر 2003 بسبب مرض قلبي وعائي.

## وصلات خارجية
- هوغو موسر على موقع IMDb (الإنجليزية)
- هوغو موسر على موقع أول موفي (الإنجليزية)
- هوغو موسر على موقع قاعدة بيانات الفيلم (الإنجليزية)
- هوغو موسر على موقع كينوبويسك (الروسية)